# Neoarisemus tapetipennis
Neoarisemus tapetipennis är en tvåvingeart som beskrevs av Duckhouse 1978. Neoarisemus tapetipennis ingår i släktet Neoarisemus och familjen fjärilsmyggor. Inga underarter finns listade i Catalogue of Life.